# Пицо (Вибо Валенција)
Пицо (итал. Pizzo) је насеље у Италији у округу Вибо Валенција, региону Калабрија.
Према процени из 2011. у насељу је живело 7918 становника. Насеље се налази на надморској висини од 6 м.

## Становништво
Према резултатима пописа становништва 2011. у општини је живело 8.885 становника.
| 1931. | 1936. | 1951. | 1961. | 1971. | 1981. | 1991. | 2001. | 2011. |
| ----- | ----- | ----- | ----- | ----- | ----- | ----- | ----- | ----- |
| 7.755 | 8.286 | 9.498 | 9.560 | 8.626 | 9.011 | 8.512 | 8.602 | 8.885 |